# Conjunctuur
Conjunctuur of fluctuatie is de verandering van het groeipercentage van de economie of de productie op de korte termijn. De gemiddelde groei over de lange termijn noemen we de trendmatige groei.

## Fasen van de conjunctuur
Een conjunctuurgolf omvat de volgende vier fasen:
- Economische expansie: de productie en economische groei nemen toe. In een later stadium neemt de werkloosheid af, en wordt ook meer in grotere projecten geïnvesteerd.
- Recessie: de economische groei bereikt zijn piek met een hausse en vlakt af, bedrijven ervaren een plotselinge afname van het aantal orders. De economie blijft groeien, maar aan een trager tempo. Er wordt ook wel gesproken van een "economische vertraging".
- Crisis: de economie krimpt, productie en economische groei nemen af. In een later stadium vallen er ontslagen. Dit wordt ook wel een baisse genoemd.
- Economisch herstel: de economie bereikt een dieptepunt met een depressie en begint nadien weer aan te trekken. Het aantal orders neemt toe en wanneer voorzichtig de groei weer inzet, profiteert de uitzendmarkt hiervan meestal als eerste.

Als de productiegroei vertraagt of zelfs negatief wordt dan spreekt men van een recessie. Als de productie lager is dan de productiecapaciteit van een land spreken we van laagconjunctuur. Als de productie groter is dan deze productiecapaciteit heerst een hoogconjunctuur. Op het eerste gezicht lijkt dit vreemd, de totale productie kan immers niet groter zijn dan de maximale productie. Maar omdat de productie wordt gemeten in geldeenheden, hebben prijsschommelingen ook effect op de nationale productie. Wanneer een land in een hoogconjunctuur is, ontstaat er bestedingsinflatie waardoor de prijzen, en dus de productie, stijgen. Hierdoor kan verhoogde groei leiden tot een oververhitting van de economie (overspanning), omdat de effectieve vraag groter is dan de productiecapaciteit van het land. Door onder andere bestedingsinflatie kan de hoogconjunctuur omslaan en begint de neergang naar een laagconjunctuur. Als deze langer duurt dan twee kwartalen noemen we dit een crisis. Het conjunctuurbeleid is erop gericht om tot bestedingsevenwicht te komen want dan ondervindt men niet de nadelige gevolgen, werkloosheid, van een laagconjunctuur en ook niet het gevaar, inflatie, dat een hoogconjunctuur met zich brengt. Een laagconjunctuur gaat vaak samen met recessie en depressie.

## Soorten conjunctuurbewegingen
De tijdsduur van de golfbewegingen varieert door de keuze van het beschreven fenomeen. Men spreekt in dit verband over kortdurige en langdurige (of lange) golven. Hoewel niet alle conjunctuurgolven algemeen worden aanvaard, zijn er verschillende conjunctuurgolven voorgesteld:
- Kitchincyclus, 3 tot 5 jaar
- Juglarcyclus, de meest bekende en aanvaarde conjunctuurgolf, 7 tot 11 jaar
- Kuznetscyclus, 15 tot 25 jaar (genoemd naar Simon Kuznets)
- Kondratieffgolf, 45 tot 60 jaar
- Varkenscyclus
- Presidentiële cyclus of politieke cyclus, economische reacties op politieke machtswisselingen.

Verder bestaan er ook seizoensvariaties, hoewel die niet tot de conjunctuurbewegingen worden gerekend en ook vaak erg sectorspecifiek zijn. Hierbij kan men denken aan vakanties, zomerwerk, de feestdagen aan het eind van het jaar, het weer, wat dan weer effect kan hebben op horeca, detailhandel, de uitzendsector, toerisme, etc.

## Weergave conjunctuur
De conjunctuur wordt altijd grafisch weergegeven. Ze ziet er als volgt uit.
De conjunctuur verloopt in golven omdat het een kortetermijnbeweging is. Maar op de lange termijn zien we een vaste trend. De Nederlandse conjunctuurgolf als afwijking ten opzichte van de trend wordt weergegeven door de conjunctuurindicator van De Nederlandsche Bank.

## Oorzaken conjunctuurbewegingen
De conjunctuurbeweging wordt bepaald door de productie (aanbod) en de vraag naar goederen. Als deze veranderen, is er een beweging in de conjunctuur. Er zijn zowel externe als interne oorzaken die vraag en aanbod beïnvloeden. De externe oorzaken zijn niet economisch van aard, maar kunnen wel economische gevolgen met zich brengen en soms ook door economische motivatoren worden aangestuurd.
Externe economische factoren:
- technologie (nieuwe uitvindingen)
- klimaat
- psychologie (bv. consumentisme)
- politiek (oorlogen, kolonisatie, ...)

Interne economische factoren:
- overproductie
- onderproductie
- inflatie en deflatie

Conjunctuurbewegingen kunnen dan ook in verschillende landen verschillend aankomen. De duur van de golfbewegingen kan uiteenlopen evenals hun amplitude. Bovendien speelt de trendmatige groei mee. Wanneer deze hoog is, bijvoorbeeld in een opkomende markt, zal een uitbundiger en langduriger groei worden ervaren en uit de recessie zich slechts in een korte groeivertraging. Wanneer deze trend een kleine of negatieve groei vertoont (bijvoorbeeld in ontwikkelde markten of landen die door economische of niet-economische problemen geplaagd worden), zal de groei kleiner zijn en korter duren, en zijn de recessies dieper en langduriger. Langere golfbewegingen kunnen de kortere beïnvloeden: wanneer een langdurige conjunctuurgolf zoals de kondratieffgolf neergaand is, zullen in kortduriger conjunctuurgolven de recessies zwaarder en langer en de groei kleiner en korter zijn, terwijl in een opgaande kondratieffgolf de groei uitbundiger en de recessie minder ernstig is.

## Beleid van de overheid
Een belangrijke econoom die zich bezighield met conjunctuur is John Maynard Keynes. Hij stelde, in tegenstelling tot de klassieke economen zoals Adam Smith, dat een economie zich niet altijd vanzelf herstelt maar dat de overheid bij laagconjunctuur de koopkrachtstroom weer op gang moet brengen door bestedingsimpulsen in de economie, door bijvoorbeeld te investeren in grote publieke werken, of door de belastingen te verlagen. De monetaire autoriteiten kunnen door het laag houden van de rente ook bijdragen aan vermindering van de werkloosheid bij laagconjunctuur.
Overheden willen een zo stabiel mogelijke economie, zij willen zowel inflatie als werkloosheid tegengaan door fiscale en monetaire instrumenten in te zetten om de conjunctuur bij te sturen. Dit beleid dat dient om de nadelige gevolgen van inflatie en/of werkloosheid te bestrijden, heet anticyclisch overheidsbeleid. De maatregelen worden tegen de conjunctuur in genomen.
Fiscale instrumenten worden ingezet als de groei vertraagt, bv. door dalende consumptie. De hierdoor ontstane onderbesteding vermindert de kans op inflatie. Overheden kunnen dan de belastingen verlagen of de overheidsbestedingen verhogen waardoor de geaggregeerde vraag (macro-vraag) zal stijgen.
Beide instrumenten zijn een onderdeel van het begrotingsbeleid van de overheid. De overheidsbegroting is een raming van alle overheidsinkomsten en -uitgaven voor het volgende jaar.
De overheid kan de belastingen echter niet ver laten dalen omdat zij moet streven naar begrotingsevenwicht. In het Stabiliteitspact tussen de eurolanden is afgesproken dat het overheidstekort niet meer dan 3 procent van het bbp mag bedragen. Daarnaast mag de overheidsschuld niet meer dan 60% van het bbp zijn.
Monetaire instrumenten worden bepaald door de Europese Centrale Bank (ECB), die als primaire doelstelling prijsstabiliteit nastreeft, door het inflatiepeil op middellange termijn op 2% te houden.
Als de inflatie stijgt in tijden van hoogconjunctuur, kan de ECB de economie afremmen door de rente verhogen. De banken zullen dan een hogere rente moeten betalen voor het geleende geld bij de ECB en zelf hun rente verhogen om dit te compenseren. Als de nominale rente sterker stijgt dan de inflatie, dan stijgt de reële rente en wordt de economie afgeremd. Ook kan de overheid de belastingen verhogen en de overheidsbestedingen verlagen.
Als de inflatie in tijden van laagconjunctuur daalt, kan de ECB de economie stimuleren door de rente te verlagen. Als de nominale rente sterker daalt dan de inflatie dan daalt de reële rente. 
De ECB kan ook repo's (repurchase agreement of transactie met wederverkoop) inzetten als monetair instrument om de liquiditeit van de banken op korte termijn te beïnvloeden. Bij laagconjunctuur bijvoorbeeld koopt de ECB bij een repo contant effecten van de banken en verkoopt tegelijk op termijn dezelfde effecten terug aan de banken. Zo wordt de liquiditeit van de banken tijdelijk beter en kunnen er meer kredieten worden verleend.

## Het Romer-Taylormodel
Het Romer-Taylormodel bestaat uit twee componenten: de geaggregeerde vraag (AV) en de inflatie. De AV bestaat uit vier onderdelen: consumptie van gezinnen (C), investeringen van bedrijven (I), overheidsbestedingen (O) en de netto-uitvoer (E-M). Om de AV-curve te kunnen tekenen, moeten we het verband kennen tussen de inflatie en het bbp. Daarvoor bekijken we eerst het verband tussen het bbp en de rente, dat negatief verloopt, en het verband tussen rente en inflatie dat een positief verloop kent. We kunnen dus concluderen dat het verband tussen inflatie en bbp negatief is. De curve vertoont dus een dalend verloop.
De inflatie is op korte termijn onveranderbaar omdat de lonen en prijzen op korte termijn niet snel kunnen worden aangepast. De curve verloopt horizontaal. Op lange termijn veroorzaakt een verandering van het reële bbp een verandering in de inflatie, waardoor de IA-lijn (inflatie-aanpassingslijn) naar boven of naar beneden verschuift.
Als we de AV-curve en de IA-lijn in één diagram plaatsen, krijgen we het AV-IA-diagram. Wanneer de AV-curve, de IA-lijn en het potentiële bbp samenvallen, zit de economie in een evenwichtssituatie. Het reële bbp valt samen met het potentiële bbp.

## Wijzigingen in het AV-IA-diagram
Verschillende gebeurtenissen, reacties en evoluties hebben een invloed op de verschillende componenten van de geaggregeerde vraag. Zij kunnen deze vraag doen stijgen of dalen waardoor de AV-curve naar links of rechts verschuift. Door deze veranderingen zit de economie niet meer in de evenwichtssituatie en valt het reële bbp niet langer samen met het potentiële.
Wanneer de geaggregeerde vraag stijgt en de AV-curve naar rechts verschuift, zal het reële bbp het potentiële overstijgen. In deze situatie wordt er meer gevraagd dan er wordt aangeboden en zullen de prijzen stijgen. De inflatie neemt toe en de IA-lijn verschuift naar boven.
Wanneer de geaggregeerde vraag daalt en de AV-curve dus naar links verschuift, wordt het reële bbp kleiner dan het potentiële bbp. Hier worden bedrijven geconfronteerd met een terugval. Zij zullen hun prijzen niet laten stijgen. De inflatie vertraagt en de IA-lijn daalt.
Bij een prijsdaling verschuift de IA-lijn naar beneden waardoor het reële bbp het potentiële overstijgt. De vraag is groter dan het aanbod zodat er een vraagoverschot ontstaat wat een opwaartse druk op de prijzen tot gevolg heeft. De inflatie zal toenemen en de IA-lijn maakt verschuift naar boven.
Door een stijging van de prijzen zal de inflatie stijgen, de IA-lijn verschuift naar boven waardoor het snijpunt links van de evenwichtssituatie komt te liggen. In deze situatie is de vraag laag en kent men een aanbodoverschot. Dit heeft tot gevolg dat de prijzen zullen zakken en de inflatie daalt. De IA-lijn maakt een neerwaartse beweging in de richting van het evenwicht.
Deze gebeurtenissen veroorzaken een kettingreactie van gevolgen.

## Conjunctuurgevoeligheid
Conjunctuurfluctuaties treffen niet iedere branche even hard. Sommige branches en producten zijn zeer conjunctuurgevoelig en reageren sterk op conjunctuurschommelingen. Andere branches reageren hier minder sterk op, en weer anderen reageren zelfs tegengesteld aan de conjunctuur. Ook lopen sommige sectoren op de conjunctuur vooruit terwijl anderen hierop achterlopen.
Conjunctuurgevoelig zijn:
- Goederen en diensten met hoge inkomenselasticiteit, ze zijn dit omdat men hier als eerste op gaat bezuinigen wanneer het eventjes wat minder zit. Men kan denken aan luxeproducten en -diensten zoals merkkleding, dure auto's, duur restaurantbezoek.
- De financiële sector. Rente- en economische bewegingen, en economische ingrepen als gevolg van de conjunctuur, beïnvloeden direct de vraag naar financiële producten.
- De bouw. Deze reageert over het algemeen met wat vertraging op de conjunctuur omdat men pas in dure langetermijnprojecten wil stappen wanneer de vooruitzichten langdurig goed zijn. Anderzijds zal ook een conjunctuurdaling vertragend doorwerken, omdat men niet op korte termijn uit bouwprojecten kan stappen.
- Compliance loopt eveneens achter op de conjunctuur, doordat economische crisis in een later stadium leiden tot regulering.
- De uitzendbranche loopt meestal vooruit op de conjunctuur omdat men vaak uit voorzichtigheid begint met tijdelijke krachten aan te trekken als het beter begint te gaan. Als het even slechter gaat zal men als eerste hierop bezuinigen. Als het langdurig beter gaat zal men ook permanente krachten willen aantrekken waardoor de recruiteringsbranche in een later stadium dan de uitzendbranche aantrekt.
- De onroerend goedmakelaardij.
- Binnen de juridische branche zijn vooral effectenrecht, onroerend goed, Mergers&Acquisitions, vennootschapsrecht, belastingrecht en structured finance conjunctuurgevoelig. Dit heeft te maken met het feit dat grote projecten en IPO's worden uitgesteld of afgesteld als het even wat minder gaat.
- Accountancy en zakelijke dienstverlening. Hoewel dit veel taken behelst waartoe ondernemers sowieso verplicht zijn (jaarrekening, belastingaangifte), omvat dit ook veel uitbestede taken die veel ondernemers als het minder gaat weer zelf gaan doen.

Conjunctuurongevoelig zijn:
- Inkomensinelastische goederen, waaronder water, energie, dagelijkse behoeften, kleding, zout, peper, etc. Deze zaken moet men hoe dan ook afnemen.
- Binnen de juridische branche zijn vooral familierecht, strafrecht, consumentenrecht, erfrecht en burenrecht relatief conjunctuurongevoelig, omdat deze zaken zich blijven voordoen ongeacht de conjunctuur.

Branches, goederen en diensten waarvan de vraag tegengesteld aan de conjunctuur loopt, zijn:
- De deurwaarders-, faillissements- en incassobranche. Laagconjunctuur veroorzaakt veel betalingsproblemen en faillissementen, en daarmee veel vraag naar deze diensten. Binnen de juridische branche verlopen dan ook insolventie- en incassorecht tegengesteld aan de conjunctuur.
- Goedkopere supplementen van duurdere goederen (inferieure goederen).
- De goudhandel, omdat goud als veilige belegging wordt gezien.

Overigens kunnen ook de (financiële) situatie van het bedrijf zelf, het management, het overheidsbeleid, de lokale economie, en externe factoren zoals natuurrampen of epidemieën, invloed op een bedrijf hebben.

## Verbanden
- Wanneer de rente stijgt, brengen spaargelden meer op, gaat men meer geld op de spaarrekening storten en dus minder consumeren.
- Wanneer de rentevoet stijgt, zijn leningen om te investeren duurder en gaat men minder investeren.
- Wanneer de Europese intrestvoet stijgt, zijn Amerikaanse beleggers geneigd hun kapitaal in Europa te beleggen. De vraag naar euro's op de valutamarkt zal stijgen, waardoor de wisselkoers van de euro zal stijgen ten opzichte van de Amerikaanse dollar, met andere woorden: de euro apprecieert ten opzichte van de dollar.
- Door een appreciatie van de euro wordt voor Amerikaanse afnemers importeren duurder en voor Europese afnemers wordt importeren vanuit de VS goedkoper. De Europese netto-export daalt.
- Een stijging van de rente veroorzaakt een afname van de aggregate vraag en een daling van het reële bbp.
- Hoe hoger de inflatie, hoe hoger de rente, hoe lager de aggregate vraag, hoe groter de daling van het reële bbp.